# HK Lokomotive Moskau
Der HK Lokomotive Moskau (russisch ХК Локомотив Москва) war die Eishockeyabteilung des russischen Sportklubs Lokomotive Moskau, die 1983 aufgelöst wurde.

## Geschichte
Der Verein wurde 1947 als Eishockeyabteilung von Lokomotive Moskau, dem Moskauer Sportklub der Eisenbahner, gegründet. In der Spielzeit nahm die erste Mannschaft das erste Mal am Spielbetrieb der zweitklassigen Klass B teil und erreichte den vierten Platz der Zentral-Staffel. 1949 gewann sie den Meistertitel der zweiten Spielklasse und stieg in die Klass A auf.
Unter Führung des Trainers Alexander Nowokreschtschenow erreichte das Team in seiner Premierensaison den zwölften Platz, stieg damit aber wieder in die zweite Spielklasse ab. Mitte der 1950er Jahre wurde Anatoli Kostrjukow Cheftrainer des Clubs, der gleichzeitig auch die Nachwuchsmannschaften der UdSSR betreute. Mit der Aufstockung der ersten Spielklasse auf 15 Mannschaften wurde der HK Lokomotive Moskau 1955 wieder in die Klass A aufgenommen. In der Spielzeit 1960/61 erreichte das Herrenteam den dritten Platz der Klass A – damit gelang die beste Platzierung der Vereinsgeschichte. Zu den wichtigsten Spielern dieser Zeit gehörte das Trio Wiktor Jakuschew, Nikolai Snetkow und Wiktor Zyplakow, die auch zusammen in der sowjetischen Nationalmannschaft spielten. in der Saison 1964/65 wurde Wiktor Zyplakow mit 28 Toren bester Torjäger der ersten Spielklasse, während Wiktor Jakuschew in das All-Star Team gewählt wurde.
In den späten 1960er Jahren gehörte Walentin Kosin zu den besten Spielern des Clubs und platzierte sich oft unter den Torjägern der ersten Liga. 1970 stieg der Club in die zweite Spielklasse, die damals Klass A Gruppe 1 hieß, ab. Ein Jahr später gelang der Wiederaufstieg in die erste Liga.
In der Spielzeit 1971/72, der letzten in der höchsten Liga, konnte Lokomotive Moskau nur fünf der 32 Saisonspiele gewinnen und stieg in die zweite Spielklasse ab. Ab 1978 wurde der Sportpalast Sokolniki renoviert und Lokomotive musste für drei Jahre in den Moskwitsch Sportpalast umziehen.
Am Ende der Saison 1982/83 wurde die Eishockeyabteilung aufgelöst, da es in Moskau viele Eishockeyvereine gab und Lokomotive aufgrund fehlender Popularität und Zuschauer nicht mehr finanziert wurde.

## Erfolge
Die Mannschaft gewann im Jahr 1971 den Titel der zweithöchsten sowjetischen Spielklasse und stieg somit in die erste Liga auf. Zuvor konnte die Mannschaft bereits beim Spengler Cup 1967 und 1969 Erfolge feiern, als sie das prestigeträchtige Turnier jeweils gewinnen konnte.

## Bekannte ehemalige Spieler
- Wiktor Jakuschew
- Nikolai Snetkow
- Wiktor Zyplakow
- Jewgeni Simin
- Boris Petrowitsch Michailow
- Wladimir Nikolajewitsch Krjutschkow
- Jewgeni Mischakow
- Alexander Paschkow
- Nikolai Semjonowitsch Epschtein
- Juri Zizinow